# Василије Анкирски (мученик)
Свети Василије Анкирски је мученик за веру и хришћански светитељ.
Пострадао је за време владавине римског цара Јулијана Отпадника и намесништва Сатурнинова. Најпре је доведен у Цариград где је мучен разним мукама: вешан је, струган, протезан, бијен, резан, боден усијаним вилама. Хришћани верују да је бачен у зажарену пећ из које је изашао неповређен. После мучења у Цариграду је везан и одведен у Кесарију. Тамо је осуђен да га поједу животиње. Око 362. године га је појела лавица. У хришћанској литератури се помиње да се Василије помолио Богу да га животиње и поједу.
Православна црква га слави 1. јануара по јулијанском календару, а 14. јануара по грегоријанском календару.